# Чалга (филм)
„Чалга“ е българска драма от 2023 г. по сценарий и режисура на Мариан Вълев с участието на Елеонора Иванова, Цветелина Стоянова, Любомир Нейков, Жана Яковлева, Лора Караджова, Стефан Денолюбов, Диляна Попова, Николай Сотиров, Димитър Рачков, Кръстю Лафазанов, Виктор Стоянов, Елизабет Методиева, Стефан Мавродиев, Виктор Калев, Илиян Бойд, Николай Николаев, Денислав Маринчев, Милена Маркова и Невена Бозукова.
Филмът е заснет изцяло със смартфон. Снимките се провеждат в град Варна през август 2022 г.
Пуснат е премиерно на 10 март 2023 г. от bTV Studios.